# Ceryx albimacula
Ceryx albimacula är en fjärilsart som beskrevs av Walker 1854. Ceryx albimacula ingår i släktet Ceryx och familjen björnspinnare. Inga underarter finns listade i Catalogue of Life.